# Нові Пінери
Нові Піне́ри (рос. Новые Пинеры, чув. Çĕнĕ Пинер) — присілок у складі Канаського району Чувашії, Росія. Входить до складу Шибилгинського сільського поселення.
Населення — 130 осіб (2010; 159 у 2002).
Національний склад:
- чуваші — 98 %